# Reginald George Stanham
Sir Reginald George Stanham, britanski general, * 1893, † 1957.